# Neubrunn (Bajorország)
Neubrunn település Németországban, azon belül Bajorországban. Lakosainak száma 2332 fő (2023. december 31.). Neubrunn Helmstadt, Altertheim, Werbach és Wertheim községekkel határos.

## Népesség
A település népessége az elmúlt években az alábbi módon változott:
| Lakosok száma | 1224 | 1667 | 1529 | 2124 | 2204 | 2261 | 2272 | 2267 | 2324 | 2332 |
|               | 1875 | 1950 | 1975 | 1987 | 2012 | 2014 | 2016 | 2017 | 2021 | 2023 |